# Hôtel de préfecture du Tarn
L'hôtel de préfecture du Tarn est installé au sein de l'hôtel de Carbonel  à Albi, situé dans le Tarn, en France. 

## Localisation
La préfecture se trouve dans le centre historique d'Albi, au sein d'un îlot délimité par les lices Georges Pompidou, la rue Timbal, la rue Augustin Malroux. 
Le bâtiment est en forme de triangle articulé autour d’une cour d’honneur, dont une aile donne sur la rue Timbal et jouxte l’Hôtel Reynès (XVIe siècle). Un jardin arboré de 2 000 m2 environ donne sur les Lices Pompidou.
Des services annexes sont aussi présents juste à côté au siège du Conseil départemental du Tarn situé au 35 Lices Georges Pompidou.

## Historique
En 1790, l'assemblée constituante décrète la confiscation des biens du clergé. En 1800, la Préfecture est installée au Palais de la Berbie, dans l'ancien évêché. 
Dans sa séance du 5 juin 1823, le conseil général du Tarn restitue ce palais à l'église et décide d’acquérir l'hôtel Carbonel, précédemment maison Boyer datant de 1713, pour y installer les services de la préfecture avec notamment une aile qui va être dédiée aux archives en 1832. C'est la municipalité d’Albi qui fait l’acquisition de l’hôtel de Carbonel et l’offre au Préfet pour résidence. 
Les travaux d’agrandissement et d’aménagement furent confiés en 1825 à l’architecte Jean-François Mariès. En 1834, lorsque Mariès se retira, l’entrée de la préfecture avait été reportée directement sur les Lices ; par la suite, le bâtiment fut de nouveau agrandi sous le Second Empire avec l'achat des maisons riveraines de la rue Timbal et de la place du Puits-d’Engrèzes  pour laisser place à un nouveau corps de bâtiments de 50 mètres.

## Architecture
La partie la plus ancienne date du début du XVIIIe siècle. Le reste de l’édifice date, en très grande partie du XIXe (1825 à 1861, plus quelques travaux en 1895).
La brique rose prédomine, à l’instar de la plupart des constructions du vieil Albi.